# تشارلز دوتي (سياسي)
تشارلز دوتي هو سياسي أمريكي، ولد في 17 أغسطس 1824، وتوفي في 17 ديسمبر 1918. انتخب عضو جمعية ولاية ويسكونسن ‏.